# Raymond Leblanc
Raymond Leblanc, (Longlier, Ardenes belgues, 22 de maig de 1915 - Brussel·les, Bèlgica, 21 de març de 2008) va ser un editor de premsa i de còmic belga, fundador del diari Tintin, de les edicions del Lombard i dels estudis de dibuixos animats Belvision.

## Biografia
Després del final de la Segona Guerra Mundial on va ser un resistent actiu, torna a les edicions Yes, situades al «55 del Carrer del Lombard » a Brussel·les. Es posa en contacte amb Hergé que, en aquell temps, tenia prohibit publicaró per l'alt comandament de les forces aliades a Bèlgica, ja que, sota l'ocupació, aquest últim havia continuat publicant la continuació de les aventures de Tintin al diari Le Soir controlat pels nazis. Crea les edicions del Lombard i confia a Hergé la direcció artística del seu nou projecte dirigit als joves, El Diari de Tintin. El primer tom surt el 26 de setembre de 1946 i té un èxit immediat. A partir de 1948, treu la versió francesa, coeditada per l'editor parisenc Georges Dargaud.
El tàndem Leblanc-Hergé permetrà a la generació dibuixants belgues i francesos de postguerra (Edgar Pierre Jacobs, Jacques Laudy, Paul Cuvelier, Jacques Martin, etc.) de fer els seus primers passos al còmic. Gràcies a aquest diari, els nens descobriran sobretot les aventures de Blake i Mortimer, Alix, Dan Cooper, Chick Bill, Michel Vaillant...
El 1954, desenvoluparà la idea d'utilitzar els personatges del còmic per a la promoció dels productes creant l'agència de publicitat Publiart corresponent a aquesta activitat.
El 1958, Raymond Leblanc instal·la el seu despatx en un immoble que serà el Building Tintin, amb el cap de Tintin classificat avui com Patrimoni cultural a Bèlgica. Serà també el coeditor del diari Pilot creat per René Goscinny i Albert Uderzo.
En els anys 1960 i 1970, és també un dels productors de dibuixos animats més vistos a Europa, via la seva societat Belvision que traurà llargmetratges fins al 1975. Productor de nombroses adaptacions de les Aventures de Tintin en dibuixos animats i de Tintin i el Llac dels taurons (1972) que realitza, és igualment coproductor de les aventures de Johan i Pirlouit amb el seu competidor de l'època, Dupuis, i també ha produït la pel·lícula documental Moi, Tintin. Ha dirigit igualment una adaptació de les aventures de Gulliver, barrejant personatge real i personatges animats (amb Richard Harris en el paper de Gulliver).
El 1986, cedeix al grup Média participations les edicions de Lombard on quedarà com a president d'honor fins a la seva mort i que editava cada any cinquanta dibuixos animats.
El 2003, en el 30è festival internacional del còmic d'Angoulême, va rebre el primer Alph-Art d'honor atribuït a un editor.

## Filmografia[2]
- 1969: Tintín i el Temple del Sol
- 1972: Tintín i el llac dels taurons